# 張瓚 (天順進士)
張瓉（1428年—？），字宗器，山西澤州陵川縣人，明朝政治人物。進士出身。

## 生平
山西鄉試第十九名。天順四年（1460年）庚辰科會試第七十一名，殿試登進士第三甲第八十九名。

## 家族
曾祖張仲保。祖父張式伍。父亲張欽。母段氏，繼母姬氏。慈侍下。娶韓氏。